# Roberto R. Aramayo
Roberto R. Aramayo (Madrid, 28 de febrero de 1958) es un filósofo y profesor-investigador español. Está especializado en la Ilustración y la historia de las ideas morales y políticas. Es profesor de investigación en el Instituto de Filosofía del Consejo Superior de Investigaciones Científicas. En la actualidad está en el equipo de edición de la revista de filosofía Isegoría fundada en 1990 por el filósofo Javier Muguerza y editor principal de la revista electrónica Con-Textos Kantianos.  También ha sido director del Instituto de Filosofía del Consejo Superior de Investigaciones Científicas. Ha editado en español a autores como Cassirer, Diderot, Federico el Grande, Leibniz, Kant, Rousseau, Schopenhauer y Voltaire.

## Biografía
Roberto Rodríguez Aramayo nació en Madrid, en el barrio de Chamberí en 1958. Sus abuelos paternos eran exilados republicanos a quienes conoció en París en 1967 a los nueve años. Su padre vio truncados sus estudios a causa de la Guerra Civil. Rodríguez Aramayo pudo estudiar por el empeño de su padre y de su hermano mayor que le financió la universidad.  Firma sus trabajos con su segundo apellido de su madre, Lorea Aramayo, reivindicando sus raíces vascas.
Cursó estudios de bachillerato en el Instituto Cardenal Cisneros de Madrid y realizó su licenciatura en la Universidad Complutense de Madrid (1975-1980).
Allí fue alumno de Aranguren, tras la reincorporación de éste a su cátedra de Ética y Sociología. Su maestro y mentor fue Antonio Pérez Quintana, quien tutelará su tesis leída en 1984 sobre La elpidología eudemonista en Kant, un estudio de las relaciones que guardan entre sí –dentro del pensamiento kantiano- el derecho transcendental, la ética formal, la religión moral y la filosofía crítica de la historia. En ella utilizaba como hilo conductor del análisis sus concepciones sobre la felicidad y la esperanza. La investigación fue una guía para su trabajo posterior como historiador de las ideas morales. Entre sus compañeros de aula con quien continuará manteniendo el contacto están Concha Roldán, compañera en el Instituto de Filosofía del Consejo Superior de Investigaciones Científicas y en la revista de filosofía Isegoría, Juan Antonio Rivera, Jesús Carlos Gómez Muñoz y Rosa García Montealegre.

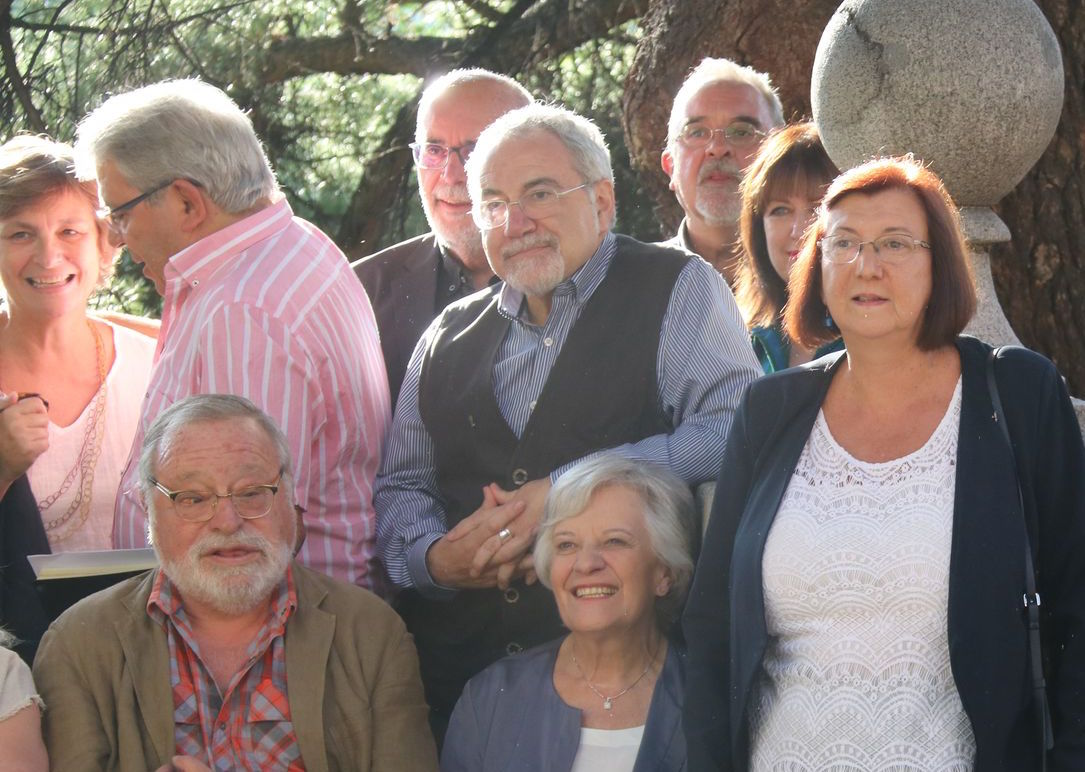
Con Fernando Savater, Victoria Camps, Concha Roldán, Ana Romero, Paco Álvarez, Carlos Thiebaut y Salvador Mas Torres en la Residencia de Estudiantes de Madrid

En octubre de 1982 obtuvo una beca predoctoral en el Instituto “Luis Vives” del CSIC, donde conoció a Manuel Francisco Pérez López, con quien realizó su primera traducción española de un texto kantiano, Teoría y práctica (Tecnos,1986), a las que seguirían muchas más, primero en colaboración con Concha Roldán -Idea para una historia universal en clave cosmopolita (1987) y Lecciones de ética (1989)- y luego en solitario –Antropología pragmática (1990), Kant. Antología (1991), Crítica de la razón práctica (2000), Fundamentación para una metafísica de las costumbres (2002), El conflicto de las facultades en tres partes (2003), ¿Qué es la Ilustración? (2004) hasta llegar a la Crítica del discernimiento, o de la facultad de juzgar (2012), realizada en colaboración con Salvador Mas Torres, donde se revisa radicalmente la versión publicada por ambos en 2003. Estas ediciones se realizaran desde 1989 en el Archivo Kantiano de Marburgo, bajo el anfitrionazgo académico del profesor y filósofo alemán Reinhard Brandt, y en Berlín a partir de 2001.
Además de los trabajos sobre Kant amplía su investigación y la edición de textos clásicos con Leibniz,  Rousseau, Voltaire, Diderot, Schopenhauer, además de traducir varias obras de Ernst Cassirer. También ha publicado numerosos ensayos. 
Desde 1989 hasta 2018 ha realizado diversas estancias en la Universidad de Marburgo  y la Universidad Técnica de Berlín, siendo invitado igualmente por el Instituto de Investigaciones Filosóficas de la UNAM, la Universidad Nacional de Colombia, la Universidad de los Andes, la Pontificia de Perú y la Universidad de Chile.
Desde 1996 pertenece a la Junta Directiva de la Asociación Española de Ética y Filosofía Política (AEEFP), que presidió entre 2001 y 2014. Es Vocal de la Sociedad Española Leibniz para Estudios del Barroco y de la Ilustración (SeL), fundada por Quintín Racionero y Concha Roldán. Es miembro de la  Sociedad Española de Estudios Kantianos (SEKLE). Como primer secretario, propició junto a Lisímaco Parra y Catalina González la celebración de su primer Congreso en Bogotá (Colombia) en noviembre de 2012.  
Es miembro de la Red Iberoamericana "Kant: Ética, Política y Sociedad" (RIKEPS).

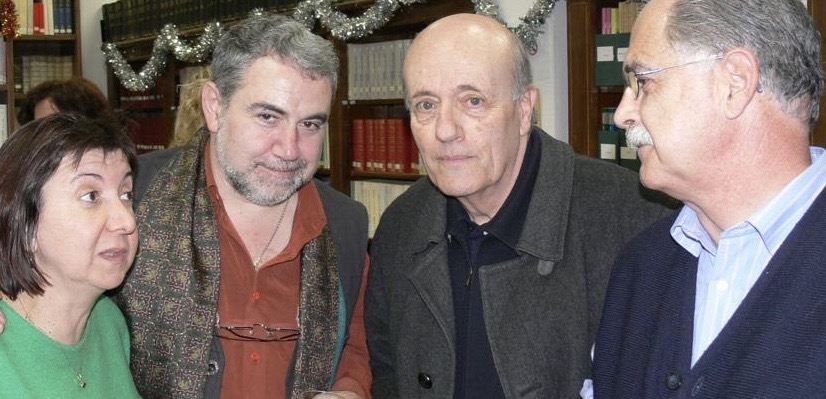
Concha Roldán, Roberto R. Aramayo, Javier Muguerza y Paco Maseda (dirección y secretaria de Isegoría) 2019

Desde sus inicios ha formado parte de la redacción de la revista de filosofía Isegoría fundada por Javier Muguerza en 1990, siendo miembro del consejo de redacción, cosecretario, secretario, vicedirector, codirector y director, siendo de nuevo vicedirector, cargo que actualmente desempeña en la revista que ahora dirige Concha Roldán.
En la actualidad es investigador responsable de Theoria cum Praxi (TcP) en el Instituto de Filosofía del CSIC.
También ha impulsado distintas colecciones como Theoria cum Praxi y CTK E-Books. También es fundador junto a Nuria Sánchez Madrid de la revista internacional de filosofía Con-Textos Kantianos.
Desde diciembre de 2019 es colaborador de la revista The Conversation.

## Conceptos y valores
Especializado en la historia de las ideas morales y políticas la línea de investigación de R. Aramayo está marcada por el objetivo de establecer un puente que une teoría y praxis. En el marco del Instituto de Filosofía del CSIC forma parte del grupo de investigación que coordina con la filósofa Concha Roldán para analizar cuestiones conceptuales y axiológicas de raigambre filosófica que tienen su proyección en problemáticas cotidianas de índole social, cultural, jurídico, deontológico, moral e incluso político. Es fundamental para ello trabajar en la historia de las ideas morales, la filosofía crítica de la historia, la historia conceptual, la hermenéutica y las teorías de la argumentación, la justicia social y la ética individual como instrumentos.

## Publicaciones
Selección de publicaciones:

### Ensayos
- Crítica de la razón ucrónica  (1992), Estudios en torno a las aporías morales de Kant (pról. de Javier Muguerza) - Tecnos - Madrid ISBN 84-309-2148-65
- La quimera del Rey Filósofo (1997), (Los dilemas del poder, o el peligroso idilio entre lo moral y la política) - Taurus - Madrid ISBN 84-306-0013-2 -4
- Kant: La utopía moral como emancipación del azar (2001) EDAF, Madrid  ISBN 84-414-0858-0
- Para leer a Schopenhauer (2001), Alianza Editorial - Madrid - ISBN 84-206-5779-4
- Cassirer y su Neo-Ilustración. La Conferencia de Weimar y el debate de Davos (2009), Plaza y Valdés, Madrid / México - ISBN 978-84-92571-49-5
- Voltaire: La ironía contra el fanatismo (2015), Bonalletra Alcompas, Barcelona (traducido al italiano, al portugués y al polaco)
- Rousseau: Y la política hizo al hombre -tal como es (2015), Bonalletra Alcompas, Barcelona (traducido al italiano, al portugués y al polaco)
- Schopenhauer: La lucidez del pesimismo (2018), Alianza Editorial, Madrid
- Kant: Entre la moral y la política (2018) y
- The Chimera of the Philosopher King. Around the Kantian Ditinction between Moral Politician and Political Moralist - CTK E-Books / Alamanda, Madrid ISBN: 978-84-949436-3-8

### Editor literario de volúmenes colectivos
- 2011 - Tocqueville y las revoluciones democráticas - Plaza y Valdes - Madrid.
- 2008 - InterDependencia. Del bienestar a la dignidad - Plaza y Valdés - Madrid / México ISBN 978-8496780-46-0
- 2007 - Los laberintos de la responsabilidad - Plaza y Valdés - Madrid / México ISBN 978-84-96780-170
- 2006 - Disenso e incertidumbre. Un homenaje a Javier Muguerza - Plaza y Valdés - Madrid/ México ISBN 84-934395-7-6 y 978-84-934395-7-6.
- 2006 - Valores e Historia en la Europa del Siglo XXI - Plaza y Valdés - Madrid / México ISBN 84-934395-4-1 y 978-934395-4-5].
- 2005 - Moral, Ciencia y Sociedad en la Europa del Siglo XXI (CD/DVD) - ISBN 84-689-4394-Q.
- 1999 - El reparto de la acción. Ensayos en torno a la responsabilidad - Trotta - Madrid ISBN 84-8164-359-9
- 1999 - La herencia de Maquiavelo: Modernidad y Voluntad de Poder - Fondo de Cultura Económica - Madrid ISBN 84-375-0473-2
- 1999 - Ética y antropología: un dilema kantiano (En los bicentenarios de la Antropología en sentido pragmático (1798) y la Metafísica de las costumbres (1797) - Comares - Granada ISBN 84-8151-886-7
- 1996 - La paz y el ideal cosmopolita de la Ilustración (A propósito del bicentenario de Hacia la paz perpetua de Kant - Tecnos - Madrid - ISBN 84-339-2889-8
- 1995 - El individuo y la historia. Herencia de las antinomias modernas - Paidós - Barcelona - ISBN 84-493-0154-8
- 1992 - En la cumbre del criticismo (Simposio sobre la Crítica del Juicio de Kant - Anthropos - Barcelona - ISBN 84-7658-334-6]
- 1990 - Ética día tras día (En el ochenta cumpleaños del Prof. Aranguren) - Trotta - Madrid - ISBN 84-87699-07-3
- 1989 - Kant después de Kant (En el bicentenario de la Crítica de la razón práctica) - Tecnos - Madrid - ISBN 84-309-1712-8